# NGC 2549
NGC 2549 ist eine linsenförmige Galaxie vom Hubble-Typ S0 im Sternbild Luchs. Sie ist schätzungsweise 50 Millionen Lichtjahre von der Milchstraße entfernt.
Das Objekt wurde am 9. Februar 1831 von John Herschel entdeckt.